# Manutenzione dei veicoli ferroviari
Nella tecnica ferroviaria la manutenzione dei veicoli ferroviari (locomotive, carrozze viaggiatori, carri merci e rotabili di servizio) viene distinta in vari tipi d'intervento a seconda dell'impegno tecnologico e finanziario che essa chiede.
Il notevole costo d'acquisto a nuovo dei materiali e la necessità di prolungare la loro vita utile oltre il tempo di ammortamento (che è nell'ordine delle decine d'anni) fin dai primordi ha spinto le aziende ferroviarie a curarne la manutenzione istituendo proprie officine specializzate con tecnici e maestranze appositamente addestrate e, in casi specifici, affidandola a stabilimenti esterni.
Nell'ingegneria della manutenzione coesistono due linee di condotta: la manutenzione a posteriori, che interviene per il ripristino delle condizioni di normalità dopo che il guasto si è generato, e la manutenzione preventiva, che cerca di individuare e correggere le anormalità prima che esse generino veri e propri inconvenienti d'esercizio.
Di norma, le aziende ferroviarie utilizzano entrambe le tecniche, tuttavia le esigenze della sicurezza e regolarità dell'esercizio hanno fatto prevalere nella pratica la manutenzione preventiva.

## Manutenzione corrente
Comprende le operazioni connesse alla messa in servizio e alle piccole riparazioni che vengono svolte durante il servizio, in genere (specialmente in passato) dallo stesso personale di condotta (macchinista e fuochista o aiuto macchinista).

## Manutenzione ciclica
Comprende gli interventi di manutenzione preventiva, che vengono eseguiti nelle officine specializzate delle aziende ferroviarie o in stabilimenti privati.

## Impianti di manutenzione

### Squadre Rialzo
Sono officine specializzate che provvedono alla manutenzione corrente, alla revisione e alle piccole e medie riparazioni dei veicoli trainati (carrozze viaggiatori e carri merci), la cui cassa - per queste lavorazioni - viene normalmente «rialzata», cioè sollevata dal rodiggio.
Nel 1968 le FS disponevano di 56 squadre Rialzo.

### Officine di grande riparazione
In questo tipo di impianti vengono effettuati interventi di:
- “R.O.”, ovvero Revisioni di Officina, le più corpose e lunghe, ove vengono effettuate operazioni quali ripristino o cambio livree, interventi medio-grandi di carpenteria alla cassa del materiale, disassemblaggio e revisione fuori opera di tutti gli apparati elettrici-elettronici di trazione, frenatura e controllo, degli impianti di climatizzazione, dei sistemi di raffreddamento, ecc.

Il percorso di attraversamento del rotabile nel processo di manutenzione, può richiedere molto tempo, anche diversi mesi. Questo tipo di intervento deve essere eseguito al raggiungimento di circa 2 milioni di chilometri del rotabile.
- “C.C.”, ovvero Cambio Carrelli, tipo di intervento più agile che comprende parte delle operazioni compiute anche in sede di R.O., ma si basa soprattutto sulla manutenzione fuori opera dei carrelli (motore e no) del materiale rotabile. Questo tipo di intervento viene richiesto a circa 1 milione di chilometri. Attualmente in Italia sono presenti 8 stabilimenti - meglio chiamati “OMC, Officina Manutenzione Ciclica” - i quali sono insediati a: Voghera, Firenze Osmannoro, Vicenza, Verona, Foggia, Napoli Santa Maria la Bruna, Rimini e Foligno.